# Alvier, Schweiz
Alvier är en bergstopp i Schweiz. Den ligger i distriktet Wahlkreis Werdenberg och kantonen Sankt Gallen, i den östra delen av landet. Toppen på Alvier är 2 342 meter över havet.
Omgivningarna runt Alvier består främst av kala bergstoppar och i lägre trakter finns gräsmarker.